# كاسولا دي نابولي
كاسولا دي نابولي، (بالإنجليزية: Casola di Napoli)‏، (اللغة النابولية:Casola 'e Napule)، هي (بلدية) في مدينة نابولي الحضرية في كامبانيا الإيطالية، وتقع على بعد حوالي 30 كم (19 ميل) جنوب شرق نابولي.

## السكان
في سنة 1861 بلغ عدد السكان 2٬229 نسمة، وتطور العدد ليصل في سنة 2011 لـ 3٬852 نسمة.
يظهر هذا المخطط البياني تطور النمو السكاني لـ كاسولا دي نابولي